# 阻尼

一个有阻尼的弹簧振子振动示意图。从振动形式看，这是一个欠阻尼体系。

阻尼（英語：damping）是指任何振动系统在振动中，由于外界作用（如流體阻力、摩擦力等）和/或系统本身固有的原因引起的振动幅度逐渐下降的特性，以及此一特性的量化表征。
在實際振動中，由於摩擦力總是存在的，所以振動系統最初所獲得的能量，在振動過程中因阻力不斷對系統做負功，使得系統的能量不斷減少，振動的強度逐漸減弱，振幅也就越來越小，以至於最後的停止振動，像這樣的因系統的力學能，由於摩擦及轉化成內能逐漸減少，振幅隨時間而減弱振動，稱為阻尼振動。
- 當阻尼較強時，阻尼振子幾乎沒有振動，振幅逐漸減小，達到穩定平衡，稱為過阻尼。
- 當阻尼較弱時，阻尼振子必須緩慢的經由多次振動逐漸把振幅減小，最後回到平衡位置，因此達成穩定平衡的時間較久，稱為欠阻尼。
- 另一種情形是阻尼振子以最平穩的速度，最短的時間達到穩定平衡，稱為臨界阻尼。

## 词源
“阻尼”源自英语“damping”，其动词形式“damp”意为阻抑、减弱。1933年8月21日至9月2日召开的中央研究院物理研究所第一次名词审查会议上，名词审查委员会主任委员杨肇燫以“尼”字有逐步减阻之义，提出将该词译作“阻尼”而获赞同，自此被采纳而定案。
不同于汉语中“尼”经常作为音译语素的情况（如“比丘尼”“尼龙”“突尼斯”），“阻尼”是用两个同义语素对“damping”进行的意译。

## 阻尼模型
在物理學和工程學上，阻尼的力学模型一般是一个与振动速度大小成正比，与振动速度方向相反的力，该模型称为粘性（或黏性）阻尼模型，是工程中应用最广泛的阻尼模型。粘性阻尼模型能较好地模拟空气、水等流体对振动的阻碍作用。本条目以下也主要讨论粘性阻尼模型。然而必须指出的是，自然界中还存在很多完全不满足上述模型的阻尼机制，譬如在具有恒定摩擦系数的桌面上振动的弹簧振子，其受到的阻尼力就仅与自身重量和摩擦系数有关，而与速度无关。
除简单的力学振动阻尼外，阻尼的具体形式还包括电磁阻尼、介质阻尼、结构阻尼等等。尽管科学界目前已经提出了许多种阻尼的数学模型，但实际系统中阻尼的物理本质仍极难确定。下面仅以力学上的粘性阻尼模型为例，作一简单的说明。
粘性阻尼可表示为以下式子：
{\displaystyle \mathbf {F} =-c\mathbf {v} }
其中F表示阻尼力，v表示振子的运动速度（矢量），c 是表示阻尼大小的常数，称为阻尼系数，国际单位制单位为牛顿·秒/米。
上述关系类比于电学中定义电阻的欧姆定律。
在日常生活中阻尼的例子随处可见，一阵大风过后摇晃的树会慢慢停下，用手拨一下吉他的弦后声音会越来越小，等等。阻尼现象是自然界中最为普遍的现象之一。

## 例子：弹簧阻尼器振子

弹簧阻尼器振子示意图。图中B 表示阻尼系数（通常用c 表示），F 表示作用在质量块上的外力。在以下的分析中假设F = 0。

理想的弹簧阻尼器振子系统如右图所示。分析其受力分别有：
- 弹性力（k 为弹簧的劲度系数，x 为振子偏离平衡位置的位移）：{\displaystyle F_{\mathrm {s} }=-kx}
- 阻尼力（c 为阻尼系数，v 为振子速度）：{\displaystyle F_{\mathrm {d} }=-cv=-c{\dot {x}}=-c{\frac {dx}{dt}}}

假设振子不再受到其他外力的作用，于是可利用牛顿第二定律写出系统的振动方程：
{\displaystyle \sum F=ma=m{\ddot {x}}=m{\frac {d^{2}x}{dt^{2}}}}
其中a 为加速度。

### 运动微分方程
上面得到的系统振动方程可写成如下形式，问题归结为求解位移x 关于时间t 函数的二阶常微分方程：
{\displaystyle m{\ddot {x}}+c{\dot {x}}+kx=0}
将方程改写成下面的形式：
{\displaystyle {\ddot {x}}+{c \over m}{\dot {x}}+{k \over m}x=0.}
然后为求解以上的方程，定义两个新参量：
{\displaystyle \omega _{n}={\sqrt {k \over m}}}
{\displaystyle \zeta ={c \over 2{\sqrt {km}}}.}
上面定义的第一个参量，ωn，称为系统的（无阻尼状态下的）固有频率。
第二个参量，ζ，称为阻尼比。根据定义，固有频率具有角速度的量纲，而阻尼比为无量纲参量。
微分方程化为：
{\displaystyle {\ddot {x}}+2\zeta \omega _{n}{\dot {x}}+\omega _{n}^{2}x=0.}

### 系统行为

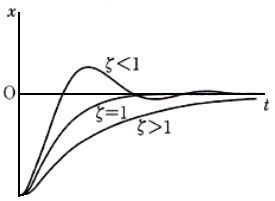
欠阻尼、临界阻尼和过阻尼体系的典型位移-时间曲线

系统的行为由上小结定义的两个参量——固有频率ωn和阻尼比ζ——所决定。特别地，上小节最后关于{\displaystyle \gamma }的二次方程是具有一对互异实数根、一对重实数根还是一对共軛複數根，决定了系统的行为。 

#### 临界阻尼 Critical damping
当{\displaystyle \zeta =1}时，{\displaystyle \gamma \ }的解为一对重实根，此时系统的阻尼形式称为临界阻尼。现实生活中，许多大楼内房间或卫生间的门上在装备自动关门的扭转弹簧的同时，都相应地装有阻尼铰链，使得门的阻尼接近临界阻尼，这样人们关门或门被风吹动时就不会造成太大的声响。

#### 过阻尼 Over damping
当{\displaystyle \zeta >1}时，{\displaystyle \gamma \ }的解为一对互异实根，此时系统的阻尼形式称为过阻尼。当自动门上安装的阻尼铰链使门的阻尼达到过阻尼时，自动关门需要更长的时间。如記憶枕。

#### 欠阻尼 Under damping
当{\displaystyle 0<\zeta <1}时，{\displaystyle \gamma \ }的解为一对共轭虚根，此时系统的阻尼形式称为欠阻尼。在欠阻尼的情况下，系统将以圆频率{\displaystyle \omega _{\mathrm {d} }=\omega _{n}{\sqrt {1-\zeta ^{2}}}}相对平衡位置作往复振动。

## 方程的解
- 对于欠阻尼体系，运动方程的解可写成：

{\displaystyle x(t)\ =\ Ae^{-\zeta \omega _{n}t}\cos(\omega _{\mathrm {d} }t+\varphi )}
其中 
{\displaystyle \omega _{\mathrm {d} }=\omega _{n}{\sqrt {1-\zeta ^{2}}}}
是有阻尼作用下系统的固有频率，A 和φ 由系统的初始条件（包括振子的初始位置和初始速度）所决定。该振动解代表的是一种振幅按指数规律衰减的简谐振动，称为衰减振动（见上图中 {\displaystyle \varsigma <1} 的位移-时间曲线所示）。
- 对于临界阻尼体系，运动方程的解具有形式

{\displaystyle x(t)\ =\ (A+Bt)e^{-\omega _{n}t}}
其中A 和B 由初始条件所决定。该振动解表征的是一种按指数规律衰减的非周期运动。
- 对于过阻尼体系，定义

{\displaystyle \omega ^{*}=\omega _{n}{\sqrt {\zeta ^{2}-1}}}
则运动微分方程的通解可以写为：
{\displaystyle x(t)=Ae^{\lambda _{1}t}+Be^{\lambda _{2}t}}
其中A 和B 同样取决于初始条件，λ1與λ2為特徵方程式的兩個相異實根。该振动解表征的是一种同样按指数规律衰减的非周期蠕动。从上面的位移-时间曲线图中可以看出，过阻尼状态比临界阻尼状态蠕动衰减得更慢。对于临界阻尼状态，振子可能越过平衡位置至多一次，而过阻尼状态下振子不会越过平衡位置。

## 相关书籍
- 倪振华编著，《振动力学》，西安交通大学出版社，西安，1990，ISBN 7-5605-0212-1
- R. W. Clough, J. Penzien, Dynamics of Structures, Mc-Graw Hill Inc., New York, 1975, ISBN 0-07-011392-0。（中文版：R.W.克拉夫，J.彭津著，王光远等译，《结构动力学》，科学出版社，北京，1981）

## 外部連結
- 阻尼諧振子 Java 模擬 （页面存档备份，存于） 阻尼正比於速度或固體接觸面摩擦